# Anne River (Huon River)
Der Anne River ist ein Fluss im Süden des australischen Bundesstaates Tasmanien.

## Geografie

### Flusslauf
Er entspringt im Lake Judd, unterhalb des Mount Sarah Jane im Nordostteil des Southwest-Nationalparks. Von dort fließt er zunächst nach Westen, auf den Lake Pedder zu, biegt aber rund zwei Kilometer vor dessen Ostufer, an der Schnells Ridge, nach Südosten ab. Etwa zehn Kilometer südöstlich des Lake Pedder mündet der Anne River in den Huon River.

### Durchflossene Seen
- Lake Judd – 592 m[1]